# Laurette Onkelinx
Laurette A.J. Onkelinx (Ougrée, 2 oktober 1958) is een Franstalig Belgisch politica en lid van de Parti Socialiste. Ze was onder meer vijftien jaar lang vicepremier en van 2014 tot 2017 fractieleider in de Kamer van volksvertegenwoordigers.

## Levensloop
Laurette Onkelinx is de dochter van Gaston Onkelinx en Germaine Ali Bakir, een Française van Algerijnse afkomst. Haar vader was een Limburgse mijnwerker en later Kamerlid en burgemeester. Haar oudere broer Alain is eveneens politiek actief binnen de PS. Haar grootvader Maurice Onkelinx was tijdens de Tweede Wereldoorlog schepen (vanaf 1941) en dienstdoend burgemeester ('oorlogsburgemeester') (vanaf 1943) van Jeuk. Na haar middelbare school te hebben afgemaakt in het atheneum van Angleur, ging ze in 1976 Rechten studeren aan de Universiteit van Luik. In 1981 studeert ze af als licentiate in de Rechten waarna ze aan de slag gaat als advocate aan de balie van Luik. Sinds 2003 is ze ere-advocate.
Ze was eerst met Abbès Guenned getrouwd, een tot Belg genaturaliseerde Marokkaan. In 1997-1998 vroeg Marokko aan België de uitlevering van Guenned wegens verdenking van betrokkenheid bij drugshandel. Guenned werd op 31 juli 1997 op de luchthaven van Zaventem aangehouden in het bezit van een diplomatiek paspoort. Hierop scheidde Onkelinx van hem op 31 augustus. In Turkije werd hij ook op aanvraag van Interpol aangehouden en moest Guenned voor een tijdje de cel in, maar hij werd onder druk van onder meer de Belgische regering losgelaten en nooit aan Marokko uitgeleverd.
Ze hertrouwde later met jurist Marc Uyttendaele, waarbij haar vorige echtgenoot als getuige optrad. In 2003 werd Guenned als medewerker van haar ministeriële kabinet aangenomen in het kader van de verkiezing van de Belgische Moslimexecutieve.
In december 1987 werd Laurette Onkelinx verkozen in de Kamer van volksvertegenwoordigers en bleef er zetelen tot in 1995. Tegelijkertijd was ze lid van de Waalse Gewestraad en de Franse Gemeenschapsraad en van 1990 tot 1992 was ze eveneens ondervoorzitter van de Kamer. In 1995 was ze gedurende enkele weken rechtstreeks verkozen lid van de Senaat en in 1999 was ze enkele weken lid van het Waals Parlement en van het Parlement van de Franse Gemeenschap. Van 2003 tot 2019 was ze opnieuw lid van de Kamer, maar werd tijdens haar ministerschappen wel vervangen als parlementslid. Van 1995 tot 2001 was ze ook gemeenteraadslid van Seraing.
Onkelinx begon haar ministeriële loopbaan in 1992 toen ze federaal minister van Sociale Integratie, Volksgezondheid en Leefmilieu werd in de Regering-Dehaene I. In mei 1993 verliet ze de federale regering echter om minister-president te worden van de Franse Gemeenschapsregering wat ze zou blijven tot in 1999. In juli 1999 keerde ze terug naar het federale niveau toen ze vicepremier en minister van Werkgelegenheid en Gelijke Kansen werd in de Regering-Verhofstadt I. Kort voor de verkiezingen van 18 mei 2003 werd ze ook minister van Mobiliteit en Transport als opvolgster van Isabelle Durant, die ontslag had genomen wegens de crisis over de nachtvluchten aan de luchthaven van Zaventem. Na de verkiezingen van 2003 werd Onkelinx opnieuw vicepremier en minister in de Regering-Verhofstadt II, ditmaal met de bevoegdheid Justitie. Ze verhuisde om strategische redenen naar Schaarbeek, waar ze in 2006 verkozen werd tot gemeenteraadslid.
Van december 2007 tot oktober 2014 was ze minister van Sociale Zaken en Volksgezondheid, achtereenvolgens in de Regering-Verhofstadt III, -Leterme I, -Van Rompuy, -Leterme II en -Di Rupo. Van september tot oktober 2014 nam ze eveneens de bevoegdheden van staatssecretaris Philippe Courard (Gezinnen, Personen met een handicap en Wetenschapsbeleid) over nadat die PS-fractieleider in het Waals Parlement was geworden.
Vanaf februari 2013 was ze de voorzitter van de Brusselse PS-afdeling en vanaf oktober 2014 was ze PS-fractieleider en hierdoor feitelijk ook oppositieleider tegen de Regering-Michel I.
Onkelinx werd onder andere bekend vanwege haar hervormingsvoorstellen ten aanzien van het familierecht, waarin het handhaven van de gezamenlijke zorg van gescheiden ouders voor hun kinderen centraal staat. Op 4 september 2006 verscheen mede door haar wetsontwerp de bilocatiewet, in het Staatsblad, waarbij de norm van de verblijfsregeling van de kinderen na (echt)scheiding is dat de kinderen evenveel bij de moeder als bij de vader verblijven, als een van hen daarom verzoekt. 
Als minister van Werkgelegenheid en Gelijkekansenbeleid in de regering-Verhofstadt I, legde ze onder meer de basis van het tijdskrediet. Ook lanceerde ze het jongerenwerkgelegenheidsplan "Rosettaplan", genoemd naar de Gouden Palm winnende film van de broeders Dardenne.
Onkelinx voerde tevens een nieuwe wapenwet door. Die kwam er na de schietpartij van Hans Van Themsche in Antwerpen. Ze voerde ook de strafuitvoeringsrechtbanken in.
Op 13 september 2017 kondigde Onkelinx aan dat zij per direct opstapte als fractieleidster in de Kamer. Een van de redenen die zij aanhaalde voor haar vertrek, was de grote druk rond de affaire rond Samusocial en Yvan Mayeur, die zij aanvankelijk nog steunde. De beslissing sloot aan bij de nieuwe cumulregels die de PS in de zomer van 2017 goedkeurde op een congres. Onkelinx zei toen dat ze zou kiezen tussen haar voorzitterschap van de Brusselse federatie en haar rol in de Kamer. Bij het begin van het nieuwe politiek werkjaar stopte ze als fractieleidster, en twee jaar later legde ze ook haar andere politieke functies neer. In oktober 2017 stapte ze uit de Schaarbeekse gemeenteraad. Hoewel ze dus uit de actieve politiek was gestapt, schoof de PS haar in augustus 2019 voor als kandidaat voor het Belgische zitje in de nieuw te vormen Europese Commissie. Uiteindelijk werd Didier Reynders (MR) namens België voorgedragen. In oktober 2019 werd ze als voorzitster van de Brusselse PS-federatie opgevolgd door Ahmed Laaouej.
In september 2019 werd ze aangesteld als voorzitster van de raad van bestuur van het Universitair Verplegingscentrum Brugmann in Schaarbeek.

## Kritiek
- Op 28 februari 2006 ontsnapte de veroordeelde (en later vrijgesproken) Fehriye Erdal uit de handen van de staatsveiligheid. Daarop eisten Vlaams Belang en CD&V het ontslag van Onkelinx, maar zij weigerde op te stappen.[19]
- In juli 2006 kwam Onkelinx onder vuur te liggen toen crimineel Kapllan Murat niet terugkeerde van een weekend verlof uit de gevangenis. Ze ontkende eerst dat er een deal was gesloten om hem in te rekenen, maar gaf dit achteraf toe.
- In augustus 2006 kwam Laurette Onkelinx weer onder vuur te liggen toen 28 gevangenen uit de gevangenis van Dendermonde ontsnapten.
- In september 2006 werd wederom haar ontslag geëist, ditmaal wegens van het dossier-Hoxha. De crimineel Victor Hoxha was vrijgelaten op voorwaarde dat hij binnen een termijn van tien jaar niet naar België zou terugkeren, maar hij zou niet veel later in Antwerpen opgemerkt zijn.[20]
- Ook in september 2006 kwam Onkelinx in opspraak toen bekend werd dat de misdadiger Mohamed El Azzouzi niet was teruggekeerd na een dag penitentiair verlof uit de gevangenis van Hasselt.[21]
- Medio oktober 2007 kwam federale minister van Justitie en vicepremier Onkelinx in opspraak door de Vlamingen te schofferen met de uitspraak dat zij zwammen ("mérules") zijn die van binnen uit huizen aantasten tot ze onbewoonbaar worden. Na een reactie in de Franstalige media wijzigde zij deze uitspraak door te zeggen dat ze vanaf de tribune slechts had gezegd dat "de zwam aan de federale staat vreet". MR-senator Alain Destexhe signaleerde op zijn weblog dat het in het verleden al eerder gebeurd was dat bevolkingsgroepen met insecten werden vergeleken, zoals Joden met kakkerlakken en Hutu's met ongedierte. De krant Le Soir noemde de uitspraak over de Vlaamse zwammen een beeld dat doodt, een provocatie die aanleiding kan geven tot een polemisch opbod buiten alle normen.[22]
- In 2008 werd bekend dat het advocatenkantoor van haar man tijdens de voorbije legislatuur meer dan 860.000 euro ontving voor opdrachten van de federale regering met de PS. Het grootste deel daarvan, 245.000 euro, kwam van justitie, het departement van Onkelinx.[23]
- In 2014 zorgde ze ervoor dat homeopathie erkend werd. Om homeopaat te kunnen worden, is voortaan een medische opleiding met een extra (de facto onbestaande) opleiding homeopathie vereist. Hierop kwam veel kritiek omdat homeopathie hoogstens een placebo-effect heeft.[24][25]

## Privéleven
Van haar eerste echtgenoot Abbès Guened heeft ze een zoon en een dochter. Met haar echtgenoot Marc Uyttendaele kreeg ze nog een tweede dochter. Haar stiefzoon Julien Uyttendaele zetelt sinds 2012 als PS-lid in de OCMW-raad van Sint-Lambrechts-Woluwe en sinds 2014 in het Brussels Hoofdstedelijk Parlement.

## Eretekens
- België: Grootkruis in de Kroonorde, KB van 5 juni 2007